# كريستوفر برجلاند
كريستوفر برجلاند (بالسويدية: Kristofer Berglund)‏ هو لاعب هوكي الجليد سويدي، ولد في 12 أغسطس 1988 في أوميو في السويد.

## وصلات خارجية
- كريستوفر برجلاند على موقع دوري الهوكي الوطني (الإنجليزية)
- كريستوفر برجلاند على موقع EliteProspects.com (الإنجليزية)
- كريستوفر برجلاند على موقع Eurohockey.com (الإنجليزية)
- كريستوفر برجلاند على موقع HockeyDB.com (الإنجليزية)